# Un zombie a la intemperie
Un zombie a la intemperie è un singolo del cantante spagnolo Alejandro Sanz e del cantante italiano Zucchero Fornaciari pubblicato il 26 giugno 2015 dall'etichetta discografica Universal ed estratto dall'album Sirope.

## Il brano
La canzone, nella sua versione originale, è stata estratta come primo singolo dall'album Sirope per il mercato internazionale, a cui è seguita una versione con testo in italiano scritto da Zucchero. Successivamente la canzone eseguita nella sua versione live del concerto di Sanz dell'8 dicembre a Madrid, con Zucchero ospite, è stata inserita nell'album Sirope vivo del cantante spagnolo.

## Tracce
1. Un zombie a la intemperie (feat. Alejandro Sanz) – 5:00 (testo: Alejandro Sanz, Zucchero – musica: Alejandro Sanz)